# Olympijský stadion (Nagano)
Naganský olympijský stadion je stadion v Naganu v Japonsku, sloužící zejména pro baseball a softball. Pojme 35 000 diváků. Byl centrem dění během zimní olympiády v roce 1998.
Byl postaven pro zimní olympiádu v roce 1998, kdy se zde odehrávaly ceremonie slavnostního zahájení a ukončení. Nyní se zde odehrávají soutěže v baseballu a je cílem naganského maratonu.